# Euselasia alcmena
Euselasia alcmena is een vlindersoort uit de familie van de prachtvlinders (Riodinidae), onderfamilie Euselasiinae.
Euselasia alcmena werd in 1878 beschreven door H. Druce.